# Abces
Un abces reprezintă o pungă de puroi care s-a acumulat în interiorul țesutului corpului. Semnele și simptomele abceselor includ: roșeață, durere, senzație de căldură și umflare în așa fel încât, în momentul apăsării, zona se va simți ca și cum ar fi plină de lichid. Zona de roșeață se ocupă, de obicei, o arie mai mare decât umflătura în sine. Carbuncul și furuncul sunt tipuri de abcese ce au legătură, de regulă, cu foliculii de păr, carbuncul fiind cel mai mare dintre cele două.

## Clasificare
După localizare, abcesele se clasifică în:  
- abcese superficiale: accesibile palpării și vederii, se prezintă că o denivelare roșie, dureroasă, caldă (poate apărea febra) amplasate la degete, marginea anusului, gât, șezut, zonă axilară sau pe partea ventrală;
- abcese profunde: mai greu accesibile, diagnosticul este mai dificil și complicațiile sunt mai grave, pot fi localizate la nivelul ficatului, rinichiului, creierului, plămânului.

După modul lor de constituire și după viteză de evoluție, se pot distinge: 
- abcesul cald apare ca o reacție inflamatorie a organismului la dezvoltarea unor bacterii (stafilococi, streptococi) sau a unei amibe (Entamoeba histolytica), care poate provocă formarea unui abces în ficat. Bacteria sau microorganismul sunt vehiculați de circulația sanguină sau limfatică și ajung astfel într-un țesut unde provoacă infecția. Un alt mod de pătrundere este prin piele, în caz de înțepare sau rănire. Abcesul cald se formează rapid și se înconjoară frecvent de o membrană, care-l delimitează; el prezintă toate semnele locale ale unei inflamații (roșeață, căldură, umflare, durere), cărora li se adaugă semnele generale (febră, frisoane, insomnie) și adesea adenopatie. Supurarea antrenează o creștere în volum a țesuturilor, o durere intermitentă, și dacă abcesul este superficial, o fluctuență (deplasarea puroiului la palpare). Abcesul cald se poate resorbi spontan, se poate închista sau se poate sparge în țesuturile învecinate (fistulizare).
- abcesul rece este cauzat de bacilul Koch (agentul tuberculozei) sau de ciuperci microscopice, are constituire lentă și nu antrenează reacție inflamatorie, evoluează spre fistulizare. Când este superficial, el lasă să iasă în afară puroi. Când este profund, se propagă spre os și mușchi, manifestându-se printr-o febră prelungită și neregulată, alterarea stării generale, pierdere în greutate.

## Cauze
Acestea sunt cauzate, de obicei, de o infecție bacteriană. Adesea, mai multe tipuri de bacterii sunt cauza unei singure infecții. In Statele Unite ale Americii și în multe alte zone ale lumii, cea mai comună bacterie prezentă este Stafilococul auriu meticilino-rezistent. Rareori paraziții pot cauza abcese, iar aceștia sunt mai comuni în țările în curs de dezvoltare. Diagnosticarea unui abces de piele se face, de obicei, pe baza modului în care arată și este confirmat prin incizia acestuia. Imagistica cu ultrasunete poate fi utilă, în cazul în care diagnosticul nu este clar. La abcesele din jurul anusului, tomografia computerizată (CT-ul) poate fi importantă pentru a anticipa o infecție mai adâncă.

## Administrarea
Tratamentul standard pentru abcesele pielii sau a țesutului moale este reprezentat de incizie și drenaj. La oamenii care au stare de sănătate generală bună nu există beneficii în folosirea antibioticelor pentru acest tip de abces. Un număr mic de dovezi susține neacoperirea cu pansament a cavității ce rămâne descoperită după drenaj. Închiderea acestei cavități după drenaj, față de lăsarea neacoperită a acesteia, ar putea crește viteza de vindecare, fără a fi prezent riscul de reapariție a abcesului. De multe ori, drenajul prin folosirea un ac nu este suficient.

## Epidemiologie
Abcesele de piele sunt comune și au devenit din ce în ce mai normale în ultimii ani. Factorii de risc includ consumul de droguri intravenoase, cu rate raportate de până la 65% la populația consumatoare. În 2005, în Statele Unite ale Americii, 3,2 milioane de oameni au mers la departamentul de urgențe pentru un abces. În Australia, circa 13,000 de oameni au fost spitalizați în 2008 din cauza acestei boli..